# 1973 en astronautique
Chronologie de l'astronautique
- 1969
- 1970
- 1971
- 1972
- 1973
- 1974
- 1975
- 1976
- 1977

Cette page présente une chronologie des événements qui se sont produits pendant l'année 1973 dans le domaine de l'astronautique.

## Activité spatiale détaillée

### Chronologie

#### Janvier
| Date            | Lanceur       | Base de lancement | Type                  | Charge utile    | Notes                                      |
| 8 janvier 1973  | Proton-K/D    | Baïkonour         | Orbite héliocentrique | Luna 21         | Rover lunaire Lunokhod 2                   |
| 11 janvier 1973 | Voskhod 11A57 | Baïkonour         | Orbite basse          | Zenit-4M        | Satellite de reconnaissance                |
| 20 janvier 1973 | Cosmos-3M     | Baïkonour         | Orbite basse          | Tselina-OM      | Satellite d'écoute électronique            |
| 24 janvier 1973 | Cosmos-2      | Baïkonour         | Orbite basse          | DS-P1-Yu No. 62 | Calibration radar                          |
| 26 janvier 1973 | Cosmos-3M     | Kapoustine Iar    | Orbite basse          | Zaliv           | Satellite de navigation/télécommunications |

#### Février
| Date             | Lanceur       | Base de lancement | Type             | Charge utile | Notes                           |
| 1er février 1973 | Voskhod 11A57 | Baïkonour         | Orbite basse     | Zenit-2M     | Satellite de reconnaissance     |
| 3 février 1973   | Molnia M      | Baïkonour         | Orbite de Molnia | Molniya-1    | Satellite de télécommunications |
| 8 février 1973   | Voskhod 11A57 | Baïkonour         | Orbite basse     | Zenit-4M     | Satellite de reconnaissance     |
| 15 février 1973  | Molnia M      | Baïkonour         | Orbite haute     | Prognoz-3    | Etude de la magnétosphère       |
| 28 février 1973  | Cosmos-3M     | Baïkonour         | Orbite basse     | Tselina-OM   | Satellite d'écoute électronique |

#### Mars
| Date          | Lanceur              | Base de lancement | Type                   | Charge utile    | Notes                               |
| 1er mars 1973 | Voskhod 11A57        | Baïkonour         | Orbite basse           | Zenit-4MK       | Satellite de reconnaissance         |
| 6 mars 1973   | Voskhod 11A57        | Baïkonour         | Orbite basse           | Zenit-4M        | Satellite de reconnaissance         |
| 6 mars 1973   | Atlas SLV-3A Agena D | Cape Canaveral    | Orbite géostationnaire | Aquacade        | Satellite d'écoute électronique     |
| 9 mars 1973   | Titan IIID           | Vandenberg        | Orbite basse           | KH-9 SV-5       | Satellite de reconnaissance optique |
| 20 mars 1973  | Vostok 8A92M         | Baïkonour         | Orbite héliosynchrone  | Meteor-M No. 29 | Satellite météorologique            |
| 22 mars 1973  | Voskhod 11A57        | Baïkonour         | Orbite basse           | Zenit-2M        | Satellite de reconnaissance         |

#### Avril
| Date          | Lanceur              | Base de lancement | Type                   | Charge utile          | Notes                                         |
| 3 avril 1973  | Proton-K             | Baïkonour         | Orbite basse           | Saliout 2             | Station spatiale                              |
| 5 avril 1973  | Molnia M             | Baïkonour         | Orbite de Molnia       | Molniya-2             | Satellite de télécommunications               |
| 6 avril 1973  | Atlas SLV-3D Centaur | Cape Canaveral    | Orbite héliocentrique  | Pioneer 11            | Etude de Jupiter et premier survol de Saturne |
| 12 avril 1973 | Cosmos-2             | Baïkonour         | Orbite basse           | DS-P1-Yu No. 55       | Calibration radar                             |
| 19 avril 1973 | Voskhod 11A57        | Baïkonour         | Orbite basse           | Zenit-4MK             | Satellite de reconnaissance                   |
| 19 avril 1973 | Cosmos-2             | Kapoustine Iar    | Orbite basse           | DS-U2-IK Kopernik-500 | Astronomie, magnétosphère                     |
| 20 avril 1973 | Delta 1914           | Cape Canaveral    | Orbite géostationnaire | Anik A2               | Satellite de télécommunications               |
| 25 avril 1973 | Tsiklon-2            | Baïkonour         | Orbite basse           | US-A                  | Satellite de reconnaissance radar Échec       |
| 25 avril 1973 | Voskhod 11A57        | Baïkonour         | Orbite basse           | Zenit-2M              | Satellite de reconnaissance                   |

#### Mai
| Date        | Lanceur       | Base de lancement      | Type                  | Charge utile     | Notes                                            |
| 5 mai 1973  | Voskhod 11A57 | Baïkonour              | Orbite basse          | Zenit-4MK        | Satellite de reconnaissance                      |
| 11 mai 1973 | Proton-K      | Baïkonour              | Orbite basse          | Saliout 3        | Station spatiale                                 |
| 14 mai 1973 | Saturn V      | Centre spatial Kennedy | Orbite basse          | Station spatiale | Station spatiale                                 |
| 16 mai 1973 | Titan 24B     | Vandenberg             | Orbite basse          | KH-8             | Satellite de reconnaissance optique              |
| 17 mai 1973 | Cosmos-2      | Baïkonour              | Orbite basse          | DS-P1-Yu No. 65  | Calibration radar                                |
| 18 mai 1973 | Soyouz-U      | Baïkonour              | Orbite basse          | Zenit-4MK        | Satellite de reconnaissance                      |
| 21 mai 1973 | Diamant B     | Kourou                 | Orbite basse          | Castor et Pollux | Etude de la haute atmosphère Échec               |
| 23 mai 1973 | Voskhod 11A57 | Baïkonour              | Orbite basse          | Zenit-4M         | Satellite de reconnaissance                      |
| 25 mai 1973 | Cosmos-3M     | Baïkonour              | Orbite basse          | Zaliv            | Satellite de navigation/télécommunications Échec |
| 25 mai 1973 | Saturn I B    | Centre spatial Kennedy | Orbite basse          | Skylab 2         | Equipage station spatiale Skylab                 |
| 25 mai 1973 | Voskhod 11A57 | Baïkonour              | Orbite basse          | Zenit-2M         | Satellite de reconnaissance                      |
| 29 mai 1973 | Vostok 8A92M  | Baïkonour              | Orbite héliosynchrone | Meteor-M No. 27  | Satellite météorologique                         |

#### Juin
| Date         | Lanceur        | Base de lancement | Type                   | Charge utile    | Notes                                      |
| 5 juin 1973  | Cosmos-2       | Baïkonour         | Orbite basse           | DS-P1-Yu No. 66 | Calibration radar                          |
| 6 juin 1973  | Voskhod 11A57  | Baïkonour         | Orbite basse           | Zenit-4M        | Satellite de reconnaissance                |
| 8 juin 1973  | Cosmos-3M      | Baïkonour         | Orbite basse           | Strela-1M x 8   | Satellites de télécommunications           |
| 10 juin 1973 | Voskhod 11A57  | Baïkonour         | Orbite basse           | Zenit-4M        | Satellite de reconnaissance                |
| 10 juin 1973 | Delta 1913     | Cape Canaveral    | Orbite basse           | RAE-B           | Radio astronomie                           |
| 12 juin 1973 | Titan IIIC     | Cape Canaveral    | Orbite géostationnaire | DSP 2           | Satellite d'alerte avancée                 |
| 15 juin 1973 | Soyouz 11A511  | Baïkonour         | Orbite basse           | Soyouz n°36     | Test Soyouz                                |
| 20 juin 1973 | Cosmos-3M      | Baïkonour         | Orbite basse           | Zaliv           | Satellite de navigation/télécommunications |
| 21 juin 1973 | Voskhod 11A57  | Baïkonour         | Orbite basse           | Zenit-2M        | Satellite de reconnaissance                |
| 26 juin 1973 | Titan 24B      | Vandenberg        | Orbite basse           | KH-8            | Satellite de reconnaissance optique Échec  |
| 27 juin 1973 | Soyouz 11A511M | Baïkonour         | Orbite basse           | Zenit-4MT       | Satellite de reconnaissance                |

#### Juillet
| Date            | Lanceur       | Base de lancement      | Type                  | Charge utile | Notes                               |
| 4 juillet 1973  | Voskhod 11A57 | Baïkonour              | Orbite basse          | Zenit-4M     | Satellite de reconnaissance Échec   |
| 11 juillet 1973 | Molnia M      | Baïkonour              | Orbite de Molnia      | Molniya-2    | Satellite de télécommunications     |
| 13 juillet 1973 | Titan IIID    | Vandenberg             | Orbite basse          | KH-9 SV-6    | Satellite de reconnaissance optique |
| 16 juillet 1973 | Delta 0300    | Vandenberg             | Orbite héliosynchrone | NOAA E       | Satellite météorologique Échec      |
| 21 juillet 1973 | Proton-K/D    | Baïkonour              | Orbite héliocentrique | Mars 4       | Orbiteur martien                    |
| 25 juillet 1973 | Voskhod 11A57 | Baïkonour              | Orbite basse          | Zenit-4M     | Satellite de reconnaissance         |
| 25 juillet 1973 | Proton-K/D    | Baïkonour              | Orbite héliocentrique | Mars 5       | Orbiteur martien                    |
| 28 juillet 1973 | Saturn I B    | Centre spatial Kennedy | Orbite basse          | Skylab 3     | Relève équipage station spatiale    |

#### Août
| Date          | Lanceur              | Base de lancement | Type                   | Charge utile    | Notes                              |
| 1er août 1973 | Voskhod 11A57        | Baïkonour         | Orbite basse           | Zenit-2M        | Satellite de reconnaissance        |
| 5 août 1973   | Proton-K/D           | Baïkonour         | Orbite héliocentrique  | Mars 6          | Atterrisseur martien               |
| 9 août 1973   | Proton-K/D           | Baïkonour         | Orbite héliocentrique  | Mars 7          | Atterrisseur martien               |
| 17 août 1973  | Thor Burner 2A       | Vandenberg        | Orbite héliosynchrone  | DMSP 7529       | Satellite météorologique militaire |
| 21 août 1973  | Voskhod 11A57        | Baïkonour         | Orbite basse           | Zenit-4M        | Satellite de reconnaissance        |
| 21 août 1973  | Titan 33B            | Vandenberg        | Orbite de Molnia       | Jumpseat 3      | Satellite d'écoute électronique    |
| 22 août 1973  | Cosmos-2             | Baïkonour         | Orbite basse           | DS-P1-Yu No. 59 | Calibration radar                  |
| 23 août 1973  | Atlas SLV-3D Centaur | Cape Canaveral    | Orbite géostationnaire | Intelsat IV F7  | Satellite de télécommunications    |
| 24 août 1973  | Voskhod 11A57        | Baïkonour         | Orbite basse           | Zenit-4M        | Satellite de reconnaissance        |
| 28 août 1973  | Cosmos-3M            | Baïkonour         | Orbite basse           | Tselina-OM      | Satellite d'écoute électronique    |
| 30 août 1973  | Molnia M             | Baïkonour         | Orbite de Molnia       | Molniya-1       | Satellite de télécommunications    |
| 30 août 1973  | Voskhod 11A57        | Baïkonour         | Orbite basse           | Zenit-2M        | Satellite de reconnaissance        |

#### Septembre
| Date              | Lanceur       | Base de lancement | Type         | Charge utile | Notes                                      |
| 6 septembre 1973  | Voskhod 11A57 | Baïkonour         | Orbite basse | Zenit-4M     | Satellite de reconnaissance                |
| 8 septembre 1973  | Cosmos-3M     | Baïkonour         | Orbite basse | Sfera        | Géodésie                                   |
| 14 septembre 1973 | Cosmos-3M     | Baïkonour         | Orbite basse | Zaliv        | Satellite de navigation/télécommunications |
| 18 septembre 1973 | Feng Bao 1    | Jiuquan           | Orbite basse | JSSW 1       | Satellite de reconnaissance Échec          |
| 21 septembre 1973 | Soyouz-U      | Baïkonour         | Orbite basse | Zenit-4MK    | Satellite de reconnaissance                |
| 27 septembre 1973 | Soyouz 11A511 | Baïkonour         | Orbite basse | Soyouz 12    | Relève équipage station spatiale           |
| 27 septembre 1973 | Titan 24B     | Vandenberg        | Orbite basse | KH-8         | Satellite de reconnaissance optique        |

#### Octobre
| Date            | Lanceur       | Base de lancement | Type             | Charge utile    | Notes                                       |
| 2 octobre 1973  | Cosmos-3M     | Baïkonour         | Orbite basse     | Strela-1M x 8   | Satellites de télécommunications            |
| 3 octobre 1973  | Voskhod 11A57 | Baïkonour         | Orbite basse     | Zenit-2M        | Satellite de reconnaissance                 |
| 6 octobre 1973  | Voskhod 11A57 | Baïkonour         | Orbite basse     | Zenit-4MK       | Satellite de reconnaissance                 |
| 10 octobre 1973 | Voskhod 11A57 | Baïkonour         | Orbite basse     | Zenit-4M        | Satellite de reconnaissance                 |
| 15 octobre 1973 | Voskhod 11A57 | Baïkonour         | Orbite basse     | Zenit-2M        | Satellite de reconnaissance                 |
| 16 octobre 1973 | Voskhod 11A57 | Baïkonour         | Orbite basse     | Zenit-4M        | Satellite de reconnaissance                 |
| 16 octobre 1973 | Cosmos-2      | Baïkonour         | Orbite basse     | DS-P1-Yu No. 60 | Calibration radar                           |
| 19 octobre 1973 | Molnia M      | Baïkonour         | Orbite de Molnia | Molniya-2       | Satellite de télécommunications             |
| 20 octobre 1973 | Voskhod 11A57 | Baïkonour         | Orbite basse     | Zenit-4MK       | Satellite de reconnaissance                 |
| 26 octobre 1973 | Delta 1604    | Cape Canaveral    | Orbite haute     | IMP-J           | Etude du rayonnement et de la magnétosphère |
| 27 octobre 1973 | Voskhod 11A57 | Baïkonour         | Orbite basse     | Zenit-4M        | Satellite de reconnaissance                 |
| 29 octobre 1973 | Vostok 8A92M  | Baïkonour         | Orbite basse     | Tselina-D       | Satellite d'écoute électronique             |
| 30 octobre 1973 | Scout A-1     | Vandenberg        | Orbite basse     | Transit-O       | Satellite de navigation                     |
| 30 octobre 1973 | Cosmos-3M     | Baïkonour         | Orbite basse     | DS-U2-IK No. 3  | Astronomie, magnétosphère                   |
| 31 octobre 1973 | Soyouz-U      | Baïkonour         | Orbite basse     | Bion No. 1      | Expérience de microgravité                  |

#### Novembre
| Date             | Lanceur              | Base de lancement      | Type                  | Charge utile       | Notes                               |
| 2 novembre 1973  | Molnia M             | Baïkonour              | Orbite de Molnia      | Oko                | Satellite d'alerte précoce          |
| 3 novembre 1973  | Atlas SLV-3D Centaur | Cape Canaveral         | Orbite héliocentrique | Mariner 10         | Etude de la planète Mercure         |
| 6 novembre 1973  | Delta 0300           | Vandenberg             | Orbite héliosynchrone | NOAA 3             | Satellite météorologique            |
| 10 novembre 1973 | Voskhod 11A57        | Baïkonour              | Orbite basse          | Zenit-4MK          | Satellite de reconnaissance         |
| 10 novembre 1973 | Titan IIID           | Vandenberg             | Orbite basse          | KH-9 SV-7          | Satellite de reconnaissance optique |
| 10 novembre 1973 | Titan IIID           | Vandenberg             | Orbite basse          | P-11 2e génération | Satellite d'écoute électronique     |
| 14 novembre 1973 | Molnia M             | Baïkonour              | Orbite de Molnia      | Molniya-1          | Satellite de télécommunications     |
| 16 novembre 1973 | Saturn I B           | Centre spatial Kennedy | Orbite basse          | Skylab 4           | Equipage station spatiale Skylab    |
| 20 novembre 1973 | Cosmos-2             | Baïkonour              | Orbite basse          | DS-P1-Yu No. 69    | Calibration radar                   |
| 21 novembre 1973 | Voskhod 11A57        | Baïkonour              | Orbite basse          | Zenit-4M           | Satellite de reconnaissance         |
| 27 novembre 1973 | Cosmos-3M            | Baïkonour              | Orbite basse          | Tselina-OM         | Satellite d'écoute électronique     |
| 28 novembre 1973 | Cosmos-2             | Baïkonour              | Orbite basse          | DS-P1-Yu No. 64    | Calibration radar                   |
| 28 novembre 1973 | Voskhod 11A57        | Baïkonour              | Orbite basse          | Zenit-4MK          | Satellite de reconnaissance         |
| 30 novembre 1973 | Soyouz 11A511        | Baïkonour              | Orbite basse          | Soyouz n°34A       | Test Soyouz                         |
| 30 novembre 1973 | Molnia M             | Baïkonour              | Orbite de Molnia      | Molniya-1          | Satellite de télécommunications     |

#### Décembre
| Date             | Lanceur        | Base de lancement | Type                   | Charge utile       | Notes                                      |
| 4 décembre 1973  | Cosmos-3M      | Baïkonour         | Orbite basse           | Strela-2M          | Satellite de télécommunications            |
| 13 décembre 1973 | Cosmos-2       | Baïkonour         | Orbite basse           | DS-P1-I No. 13     | Calibration radar                          |
| 13 décembre 1973 | Titan IIIC     | Cape Canaveral    | Orbite géostationnaire | DSCS II F-3 et F-4 | Satellite de télécommunications militaires |
| 16 décembre 1973 | Delta 1900     | Vandenberg        | Orbite basse           | AE C               | Etude de la thermosphère                   |
| 17 décembre 1973 | Soyouz 11A511M | Baïkonour         | Orbite basse           | Zenit-4MT          | Satellite de reconnaissance                |
| 18 décembre 1973 | Soyouz 11A511  | Baïkonour         | Orbite basse           | Soyouz 13          | Relève équipage station spatiale           |
| 19 décembre 1973 | Cosmos-3M      | Baïkonour         | Orbite basse           | Strela-1M x 8      | Satellites de télécommunications           |
| 21 décembre 1973 | Voskhod 11A57  | Baïkonour         | Orbite basse           | Zenit-4MK          | Satellite de reconnaissance                |
| 25 décembre 1973 | Molnia M       | Baïkonour         | Orbite de Molnia       | Molniya-2          | Satellite de télécommunications            |
| 26 décembre 1973 | Cosmos-3M      | Baïkonour         | Orbite basse           | DS-U2-GKA No. 2    | Astronomie, magnétosphère                  |
| 27 décembre 1973 | Tsiklon-2      | Baïkonour         | Orbite basse           | US-A               | Satellite de reconnaissance radar          |
| 29 décembre 1973 | Cosmos-3M      | Baïkonour         | Orbite basse           | Zaliv              | Satellite de navigation/télécommunications |

## Vol orbitaux

### Par pays
| Pays             | Lancements | dont échecs partiels/totaux | Remarques |
| ---------------- | ---------- | --------------------------- | --------- |
| Chine            | 1          | 1                           |           |
| France           | 1          | 1                           |           |
| Union soviétique | 89         | 3                           |           |
| États-Unis       | 25         | 2                           |           |
| Total            | 116        | 7                           |           |

### Par lanceur
| Famille de lanceurs  | Pays             | Lancements | dont échecs partiels ou totaux | Remarques |
| -------------------- | ---------------- | ---------- | ------------------------------ | --------- |
| Atlas Agena          | États-Unis       | 1          |                                |           |
| Atlas Centaur        | États-Unis       | 3          |                                |           |
| Cosmos -/M/2         | Union soviétique | 10         |                                |           |
| Cosmos 1/3/3M        | Union soviétique | 16         | 1                              |           |
| Delta                | États-Unis       | 6          | 1                              |           |
| Diamant              | France           | 1          | 1                              |           |
| Feng Bao 1           | Chine            | 1          | 1                              |           |
| Molnia               | Union soviétique | 10         |                                |           |
| Proton               | Union soviétique | 7          |                                |           |
| Saturn I             | États-Unis       | 3          |                                |           |
| Saturn V             | États-Unis       | 1          |                                |           |
| Scout                | États-Unis       | 1          |                                |           |
| Soyouz               | Union soviétique | 9          |                                |           |
| Thor                 | États-Unis       | 1          |                                |           |
| Titan C,D,E          | États-Unis       | 5          |                                |           |
| Titan II, IIIA, IIIB | États-Unis       | 4          | 1                              |           |
| Tsiklon-2            | Union soviétique | 2          | 1                              |           |
| Voskhod              | Union soviétique | 32         | 1                              |           |
| Vostok               | Union soviétique | 3          |                                |           |
| Total                |                  | 116        | 7                              |           |

### Par type d'orbite
| Orbite                 | Lancements | Succès | Échecs | Orbite atteinte involontairement | Remarques                                                                             |
| ---------------------- | ---------- | ------ | ------ | -------------------------------- | ------------------------------------------------------------------------------------- |
| Basse                  |            |        |        |                                  |                                                                                       |
| Moyenne                |            |        |        |                                  |                                                                                       |
| Haute                  |            |        |        |                                  | dont Molnia, orbite de transfert vers la Lune, orbite elliptique à forte excentricité |
| Géosynchrone/transfert |            |        |        |                                  |                                                                                       |
| Héliocentrique         |            |        |        |                                  | dont orbite de transfert interplanétaire                                              |

### Par site de lancement
| Pays             | Base de lancement      | Nombre de lancements | Remarques |
| ---------------- | ---------------------- | -------------------- | --------- |
| Chine            | Jiuquan                | 1                    |           |
| France           | Kourou                 | 1                    |           |
| Union soviétique | Baïkonour              | 87                   |           |
| Union soviétique | Kapoustine Iar         | 2                    |           |
| États-Unis       | Cape Canaveral         | 9                    |           |
| États-Unis       | Vandenberg             | 12                   |           |
| États-Unis       | Centre spatial Kennedy | 4                    |           |
|                  | Total                  | 116                  |           |

## Survols et contacts planétaires
| Date | Sonde spatiale | Événement | Remarque |
| ---- | -------------- | --------- | -------- |
|      |                |           |          |

### Sources
- (en) Jonathan McDowell, « Jonathan's Space Report », Jonathan's Space Page
- (en) Gunter Krebs, « Chronology of Space Launches », Gunter's Space Page